# Молинето (Мачерата)
Молинето (итал. Molinetto) насеље је у Италији у округу Мачерата, региону Марке.
Према процени из 2011. у насељу је живело 220 становника. Насеље се налази на надморској висини од 46 м.